# Rhyparobia thoracica
Rhyparobia thoracica är en kackerlacksart som beskrevs av Kirby, W. F. 1903. Rhyparobia thoracica ingår i släktet Rhyparobia och familjen jättekackerlackor. Inga underarter finns listade i Catalogue of Life.